# IJburg
IJburg ist ein im Zuge des VINEX-Programmes neu entstandener Stadtteil im Osten von Amsterdam. IJburg besteht aus den im südwestlichen IJmeer gelegenen, aufgespülten künstlichen Inseln Steigereiland, Haveneiland und Rieteilanden. Die Planung der Phase 1, die inzwischen weitgehend fertiggestellt wurde, sah 18.000 Wohnungen für 45.000 Einwohner vor einschließlich der Infrastruktur wie Schulen, Bibliothek, Sportstätten, Badestrand (im Nordosten von Haveneiland), Geschäften.
2024 hatte IJburg knapp 26.000 Einwohner. Weitere Inseln mit Wohnungen für 20.000 Einwohner wurden bzw. werden im Nordosten aufgespült: Centrumeiland und Strandeiland (1,5 km²), sowie als reines Naturschutzgebiet Buiteneiland. Sie können ab 2020  bzw. 2022 bebaut werden.
Ganz in der Nähe (im Süden) liegt der größte Natur- und Stadtpark von Amsterdam, der Diemerpark.

## Geschichte
Erste Pläne für einen neuen Stadtteil gab es schon im Jahre 1965 von dem Architekturbüro Van den Broek en Bakema. In einem Referendum 1997 stimmten 60 % gegen den Plan IJburg, es wurde aber das notwendige Quorum verfehlt. Ende 1999 wurde mit der Anlage der ersten Insel begonnen. Der Architekt Koen Olthuis wurde mit der Planung der Wohnhäuser beauftragt.

## Anbindung
Der Stadtteil wird von der Straßenbahn Amsterdam durch die Linie 26 angebunden. Diese Linie fährt zum Amsterdamer Hauptbahnhof, die andere Endstelle befindet sich auf der Insel Haveneiland und soll bis Strandeiland weitergeführt werden.
Ebenso verkehren auf IJburg die Linie 66 der GVB und die Linie 359 von Connexxion.
Über Brücken ist IJburg nach Westen und nach Osten mit dem Festland verbunden. Für Fußgänger und Radfahrer gibt es auch einen Weg nach Südwesten über Diemerpark und die schwungvolle Nesciobrücke über den Amsterdam-Rhein-Kanal.

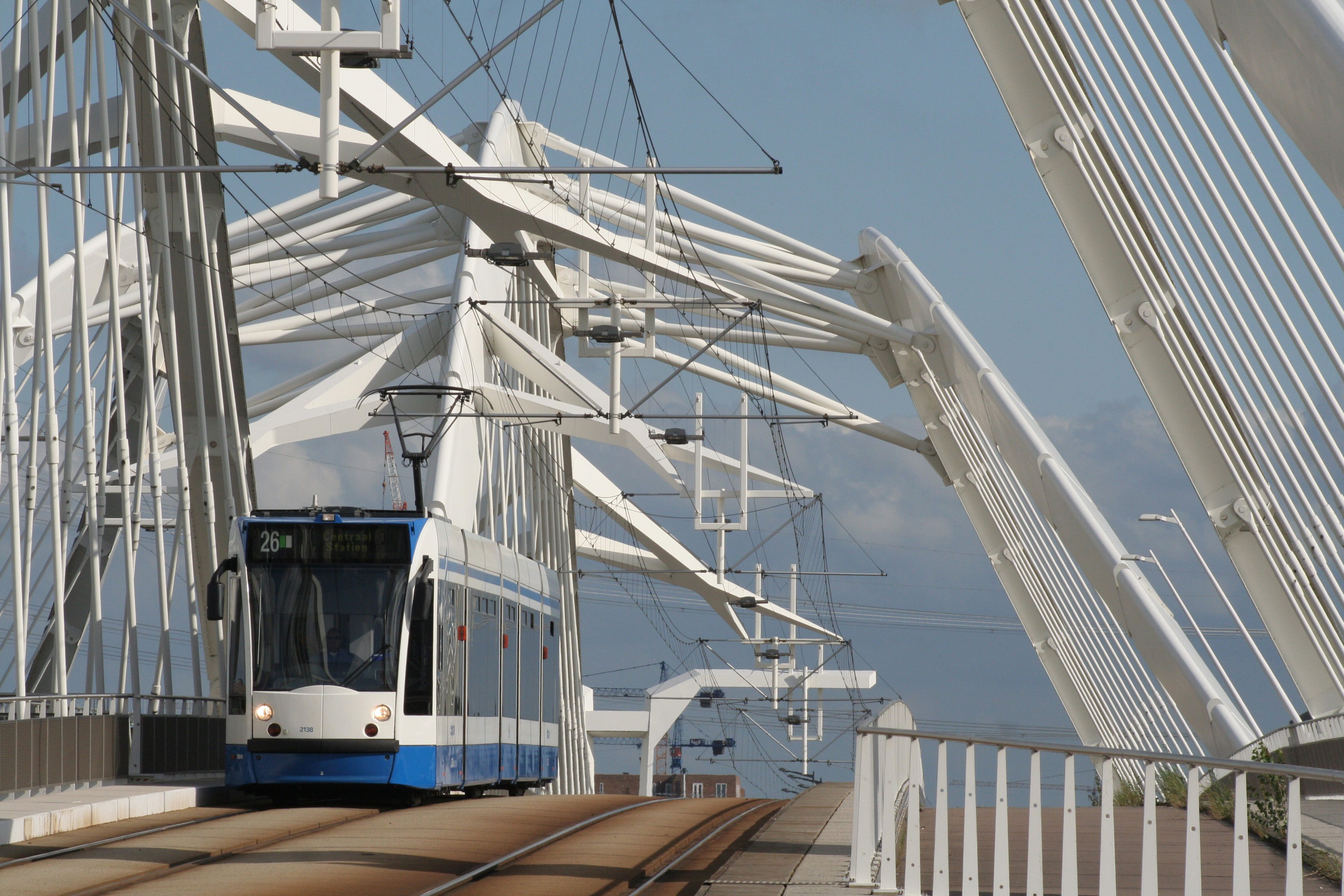
Straßenbahn auf der Enneüs-Heerma-Brücke, entworfen von Nicholas Grimshaw
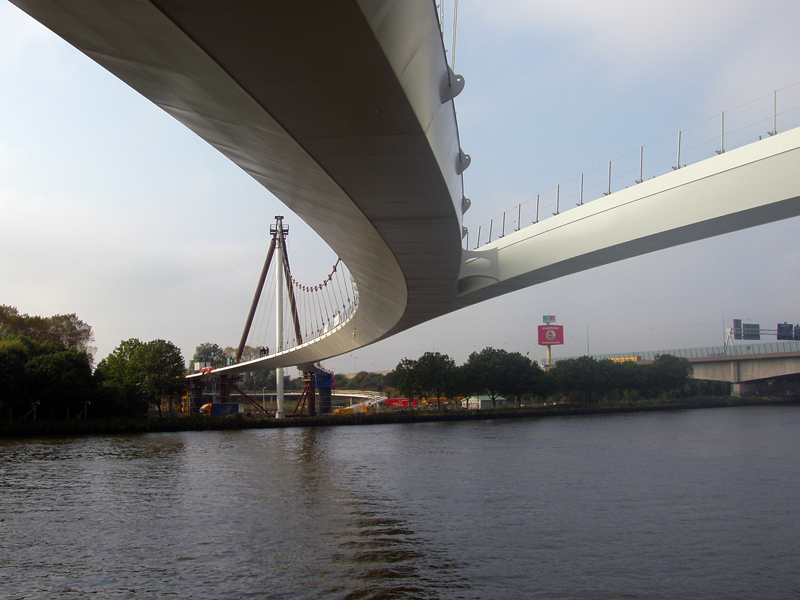
Nesciobrücke

## Bildergalerie

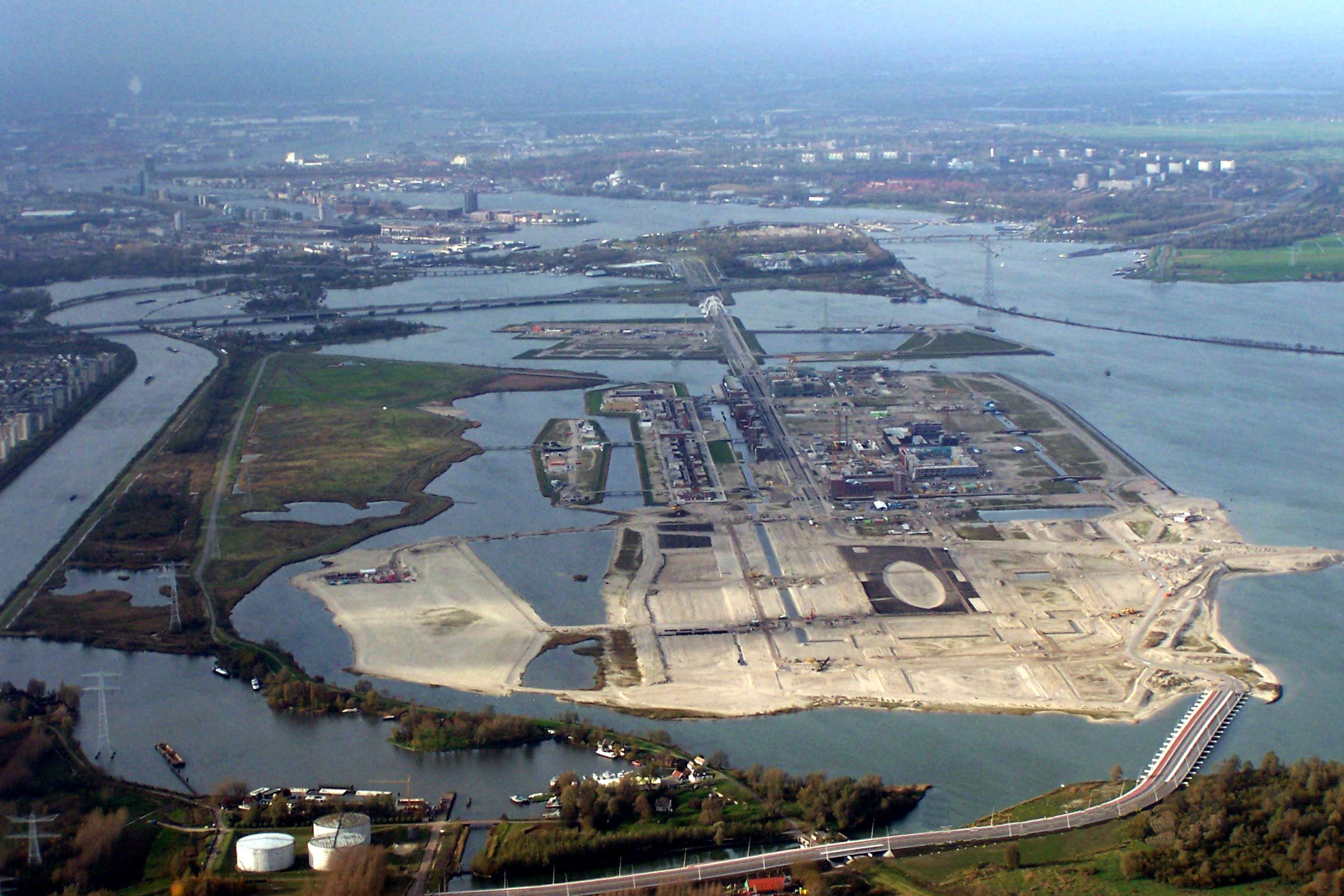
Luftbild IJburg von Osten, 2004.
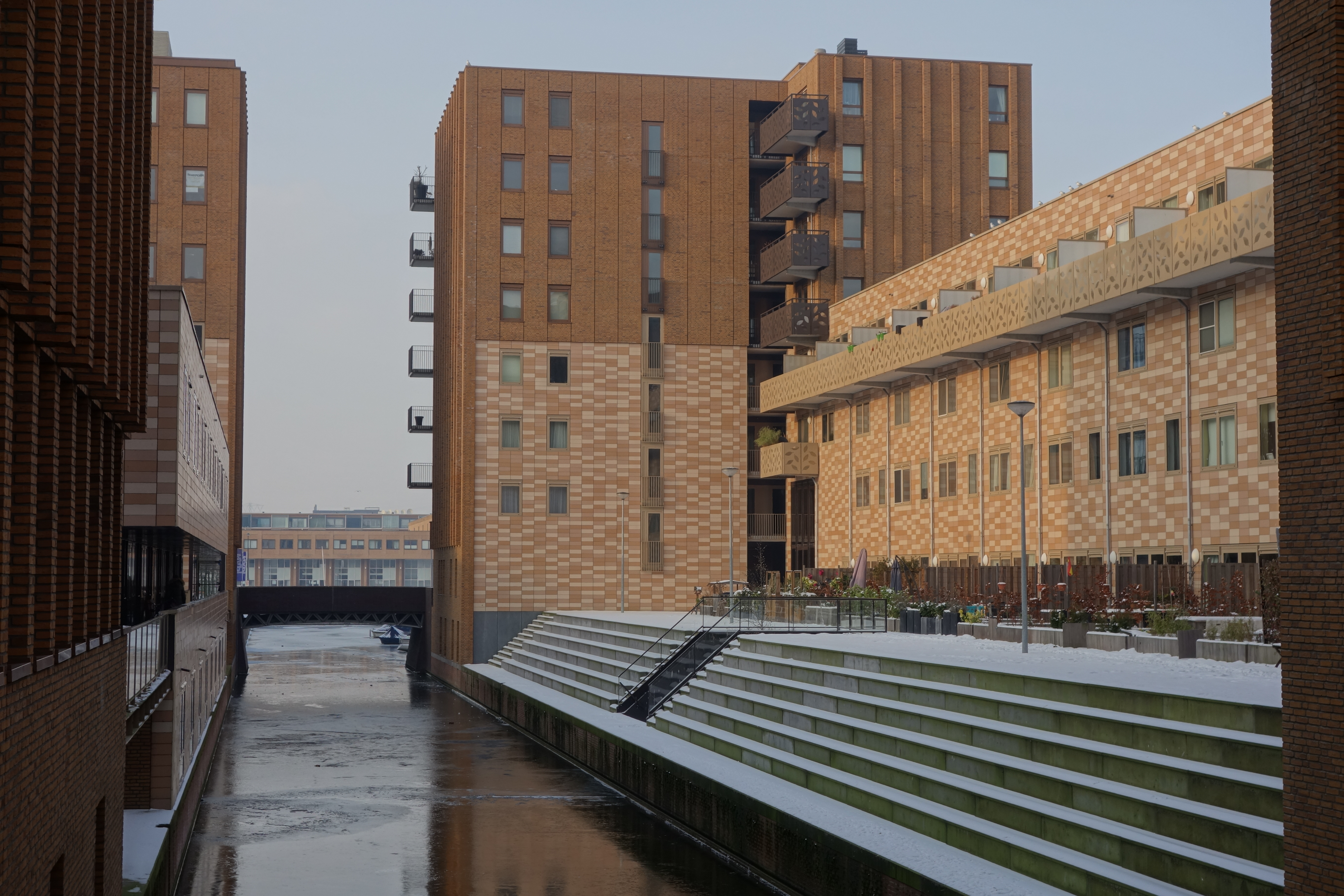
Kubische Wohnhäuser mit Gracht auf Haveneiland, 2013.
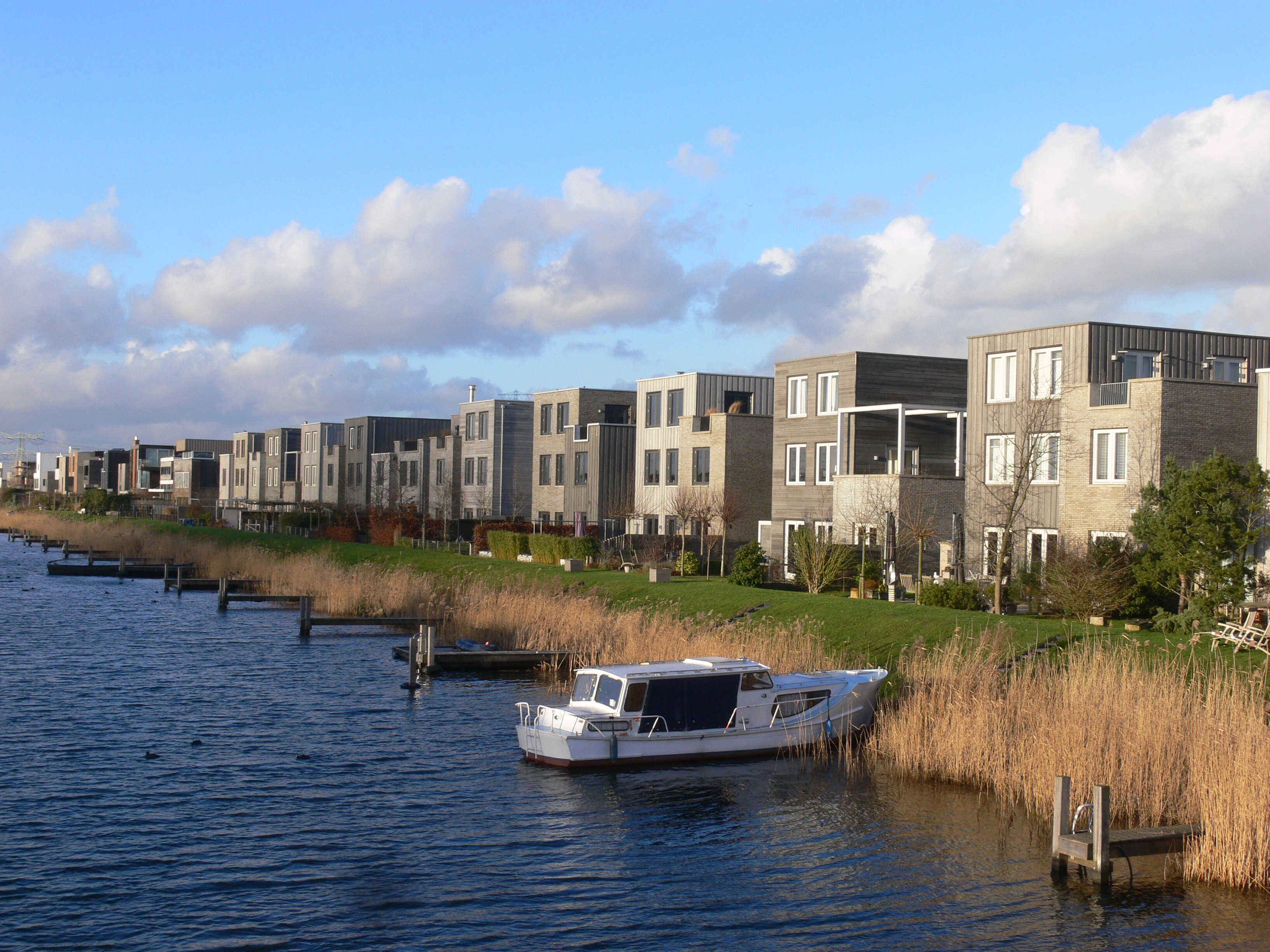
IJburg, Rieteilanden, 2013.
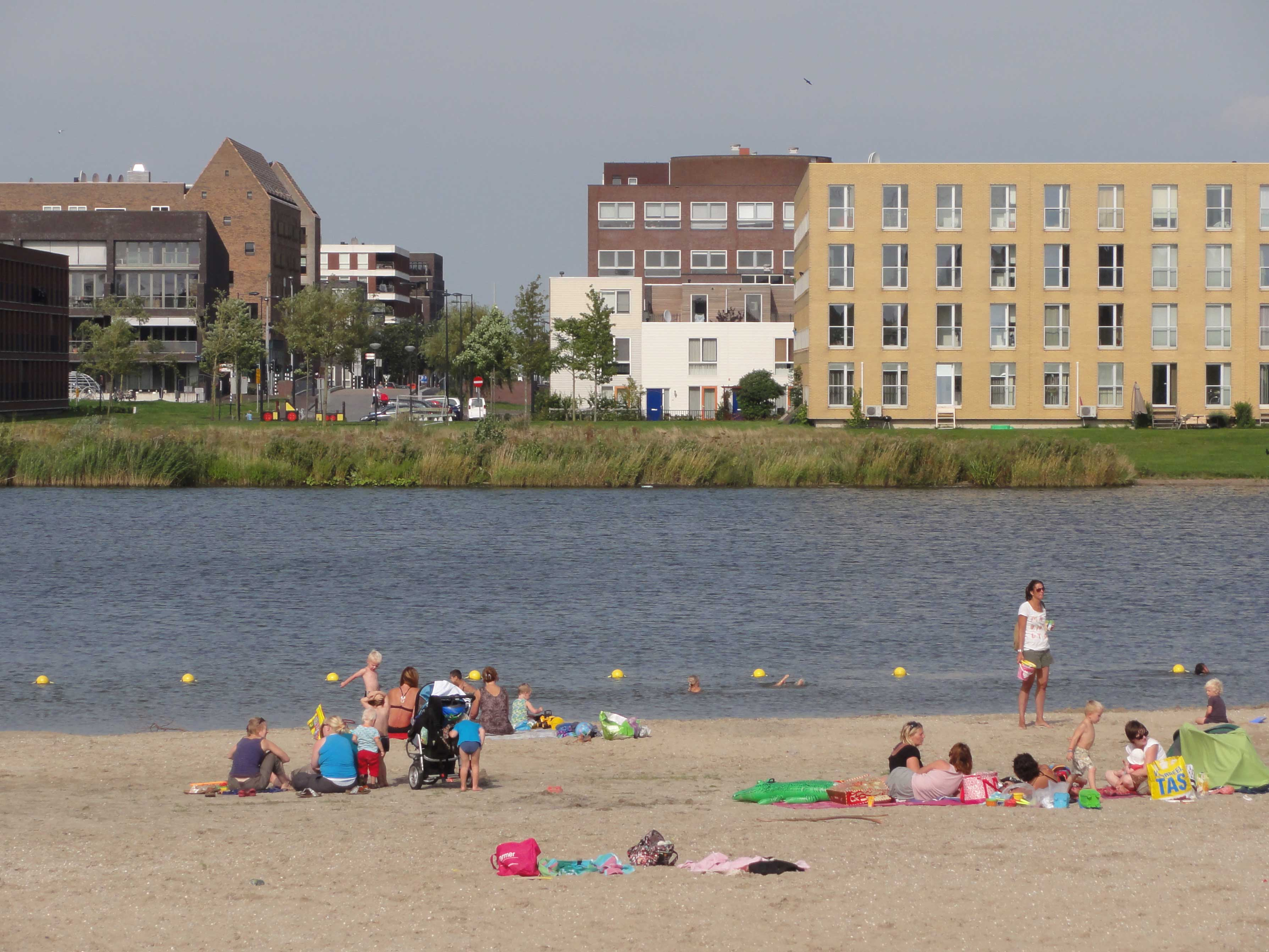
Strand am Diemerpark mit Blick auf IJburg

## Film
- In der Welt zuhause. Niederlande – Die schwimmenden Häuser von IJburg. (OT: Pays-Bas, les maisons flottantes d’Ijburg.) Dokumentarfilm, Frankreich, 2015, 25:47 Min., Buch und Regie: David Perrier, Moderation: Philippe Simay, Produktion: arte France, Cinétévé, Reihe: In der Welt zuhause (OT: Habiter le monde), Erstsendung: 18. Oktober 2016 bei arte, Inhaltsangabe von ARD.